# العكدة (فرع العدين)

تعديل مصدري - تعديل

العكدة محلة تابعة لقرية الغارب، التابعة لعزلة الاهمول بمديرية فرع العدين إحدى مديريات محافظة إب في الجمهورية اليمنية، بلغ تعداد سكانها 98 حسب تعداد اليمن لعام 2004.